# Fontinalis mac-millanii
Fontinalis mac-millanii là một loài Rêu trong họ Fontinalaceae. Loài này được Cardot mô tả khoa học đầu tiên năm 1896.